# Награди „Оскар“ (10-а церемония)
Десетата церемония по връчване на филмовите награди „Оскар“ се провежда на 10 март 1938 година в хотел Билтмор, Лос Анджелис, Калифорния. На нея се връчват призове за най-добри постижения във филмовото изкуство за 1937 година. Водещ на церемонията е комедиантът Боб Бърнс. Първоначално, провеждането на събитието е планирано за 3 март но се налага няколкодневно отлагане поради сериозните наводнения сполетели Лос Анджелис.
Това е последната церемония в която се връчват награди в категориите „Най-добра хореография“ и „Най-добър асистент режисьор“.
Големият победител на вечерта е филмът Животът на Емил Зола на режисьора Уилям Дитерле, получил три награди, всички от тях в основни категории. Това е и първия филм достигнал десет номинации за една церемония. Актрисата Луис Рейнър става първият изпълнител получил повече от един „Оскар“ в кариерата си. Тя е и първия изпълнител получил награда в две последователни години.

## Номинации и Награди
Долната таблица показва номинациите за наградите по категории. Победителите са изписани на първо място с удебелен шрифт.
| Най-добър филм | Най-добър режисьор |
| --- | --- |
| - Животът на Емил Зола - Ужасната истина - Смелите капитани - Смъртоносен край - Добрата Земя - В стария Чикаго - Изгубен хоризонт - Сто мъже и едно момиче - Врата на сцената - Родена е звезда | - Лео Маккери – Ужасната истина - Уилям Дитерле – Животът на Емил Зола - Сидни Франклин – Добрата Земя - Грегъри Ла Кава – Врата на сцената - Уилям Уелман – Родена е звезда |
| Най-добра мъжка роля | Най-добра женска роля |
| - Спенсър Трейси – Смелите капитани - Шарл Боайе – Завоевание - Фредрик Марч – Родена е звезда - Робърт Монтгомъри – Трябва да падне нощта - Пол Муни – Животът на Емил Зола | - Луис Рейнър – Добрата Земя - Айрин Дън – Ужасната истина - Грета Гарбо – Дамата с камелиите - Джанет Гейнър – Родена е звезда - Барбара Стануик – Стела Далас |
| Най-добра поддържаща мъжка роля | Най-добра поддържаща женска роля |
| - Джоузеф Шилдкраут – Животът на Емил Зола - Ралф Белами – Ужасната истина - Томас Мичъл – Ураганът - Х.Б. Уорнър – Изгубен хоризонт - Роланд Йънг – Topper | - Алис Брейди – В стария Чикаго - Андреа Лийдс – Врата на сцената - Ани Шърли – Стела Далас - Клеър Тревър – Смъртоносен край - Мей Уити – Трябва да падне нощта |
| Най-добър сюжет | Най-добър адаптиран сценарий |
| - Родена е звезда – Уилям Уелман и Робърт Карсън - В стария Чикаго – Нивън Буш - Животът на Емил Зола – Хайнц Хералд и Geza Herczeg - Сто мъже и едно момиче – Ханс Крейли - Черният легион – Робърт Лорд | - Животът на Емил Зола – Хайнц Хералд, Geza Herczeg и Норман Райли Рейн - Врата на сцената – Морис Рискинд и Антъни Вейлър - Родена е звезда – Алан Кембъл, Робърт Карсън и Дороти Паркър - Ужасната истина – Вина Делмар - Смелите капитани – Джон Лий Мейхин, Марк Конъли и Дейл Ван Еври |
| Най-добра сценография | Най-добра кинематография |
| - Изгубен хоризонт – Щефан Госън - Девойка в беда – Карол Кларк - Малкият Уили Уинки – Уилям С. Дарлинг и Дейвид С. Хол - Смъртоносен край – Ричард Дей - Души в морето – Ханс Дриър и Роланд Андерсън - Завоевание – Седрик Гибънс и Уилям Хорнинг - Животът на Емил Зола – Антон Грот - Всеки ден е празник – Уиърд Айнъм - Манхатънска въртележка – Джон Виктор Маки - Ти си сладур – Джак Отерсън - Walter Wanger's Vogues of 1938 – Александър Толюбов - Затворникът на Зенда – Лайл Уилър | - Добрата Земя – Карл Фройнд - Смъртоносен край – Грег Толанд - Крила над Хонолулу – Джоузеф Валънтайн |

## Филми с множество номинации
Долуизброените филми получават повече от 2 номинации в различните категории за настоящата церемония:
- 10 номинации: Животът на Емил Зола
- 7 номинации: Изгубен хоризонт, Родена е звезда
- 6 номинации: Ужасната истина, В стария Чикаго
- 5 номинации: Добрата Земя, Сто мъже и едно момиче
- 4 номинации: Смелите капитани, Смъртоносен край, Врата на сцената
- 3 номинации: Ураганът, Души в морето

## Почетни награди
- Мак Сенет (1880-1960) – режисьор, кинаджия
- Едгар Берген (1903-1978) – актьор, радио-водещ